# Instagram
Instagram američka je društvena mreža za razmjenu fotografija i videozapisa koju su stvorili Kevin Systrom i Mike Krieger. Aplikacija omogućuje korisnicima prijenos medija koji se mogu uređivati filterima i organizirati označnicima (hashtags) i geografskim označavanjem (geotaging). Objave se mogu dijeliti javno ili s unaprijed odobrenim pratiteljima (followers). Korisnici mogu pregledavati sadržaj drugih korisnika prema oznakama i lokacijama i pregledavati sadržaje u trendu. Korisnici mogu označivati fotografije za znakom sviđanja (like) i pratiti druge korisnike kako bi dodali njihov sadržaj u preglednik objava (feed).
Instagram se izvorno razlikovao dopuštanjem uokvirivanja sadržaja samo u kvadratni (1:1) omjer slike sa 640 piksela kako bi odgovarao širini zaslona iPhonea u to vrijeme. U 2015. su ta ograničenja ublažena povećanjem na 1080 piksela. Usluga je također dodala značajke za razmjenu poruka (DM, eng. direct message), mogućnost uključivanja više slika ili videozapisa u jednu objavu i značajku „priča” (story) - sličnu glavnom konkurentu Snapchatu - koja korisnicima omogućuje objavljivanje fotografija i videozapisa dostupna do 24 sata. Od siječnja 2019. značajku Priče svakodnevno koristi 500 milijuna korisnika.[nedostaje izvor]

## Povijest
Aplikaciju su osmislili Kevin Systrom i Mike Krieger. U travnju 2012. Facebook je kupio Instagram za približno milijardu američkih dolara u gotovini i zalihama.

## Značajke
Križanac je društvenog umrežavanja i fotografske usluge. Pokrenut je na iOS-ovim uređajima u listopadu 2010. godine. U lipnju 2018. ga rabi više od milijardu korisnika. Program može primijeniti različite filtere na snimljenim fotografijama pomoću kamera ugrađenih u pametne telefone. Dodatno se fotografije mogu dijeliti s prijateljima, registriranim na Instagramu. Aplikacija omogućuje jednostavno fotografiranje s raznim retro efektima. U svibnju 2011. godine dodana je opcija koja omogućuje svakom vlasniku profila na Instagramu dodavanje informacija o sebi.
Instagram se u službenoj beta inačici 2012. pojavio na mobilnoj platformi Windows Phone.

## Nagrade
Do sada je aplikacija osvojila mnoge nagrade.
Instagram je izabran kao najpopularnija aplikacija za iPhone u 2011. godini.